# Reigoldswil
Reigoldswil est une commune suisse du canton de Bâle-Campagne, située dans le district de Waldenburg.

Vue aérienne (1967)